# Norops aquaticus
Norops aquaticus este o specie de șopârle din genul Norops, familia Polychrotidae, descrisă de Taylor 1956. Conform Catalogue of Life specia Norops aquaticus nu are subspecii cunoscute.